# Манастир Сиринија
Манастир Сиринија или Сириња (рум. Mănăstirea Sirinia) био је средњовековни манастир чији се остаци налазе код Козле на десној обали реке Сириније, близу њеног ушћа у Дунав у Ђердапској клисури. 
Манастирска црква је изграђена на прелазу из 14. у 15. век. Има триконхални план, а археолошким истраживањима 2002. године идентификовани су зидови нартекса и олтара који је имао полукружну апсиду. Посвећена је Светом Николи. Црква се налази на потесу Ла Манастире, а на оближњем потесу Калугар налази се манастирска некропола.
Претпоставља се да су манастир подигли влашки православни монаси, а у прилог томе иду и архитектонске сличности цркве са црквама манастира Мраконија и Водица које се такође налазе у Ђердапској клисури. У писаним изворима је први пут поменут у турском попису Молдавског санџака из 1569. године у ком је наведено и да је посвећен Светом Николи.
Код манастира се трећег дана Дова, на духовски уторак, одржава манастирски сабор и служи литургија од стране свештенства Српске православне цркве.